# 304 Olga
Olga (định danh hành tinh vi hình: 304 Olga) là một tiểu hành tinh lớn ở vành đai chính. Nó thuộc loại tiểu hành tinh kiểu C, và dường như được cấu tạo bằng vật liệu chondrite cacbonat.
Ngày 14 tháng 2 năm 1891, nhà thiên văn học người Áo Johann Palisa phát hiện tiểu hành tinh Olga khi ông thực hiện quan sát ở Viên và đặt tên nó theo tên cháu gái của nhà thiên văn học người Phổ Friedrich Wilhelm Argelander.

Sơ đồ quỹ đạo
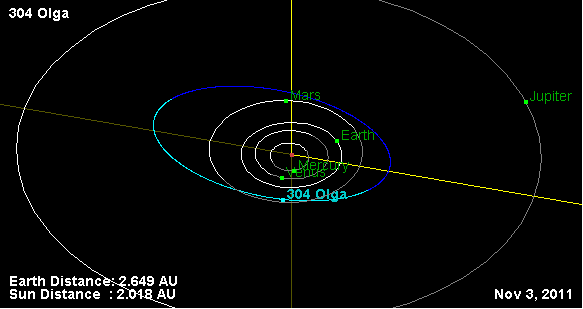
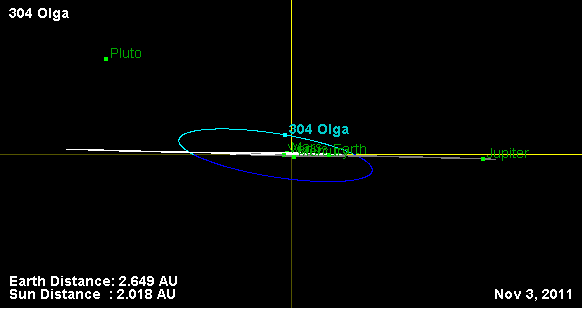